# Лопастной винт
Лопастно́й винт — устройство, совершающее вращательное движение с закреплёнными перпендикулярно оси вращения лопастями, предназначенное для преобразования движения вращения винта в поступательное движение газов и жидкостей, и наоборот.
Применение — привод воздушных и морских судов (воздушный винт, винтовентиляторы, гребной винт, несущий винт винтокрылых летательных аппаратов); перемещение газов (вентиляторы и лопастные компрессоры), жидкостей (центробежные и осевые насосы), сыпучих и кусковых материалов (вентиляторы мелющие) и обратное преобразование поступательного движения газа или жидкости для получения вращательного движения (ветряные мельницы, турбины гидроэлектростанций, ветроэлектростанций).
Параметры:

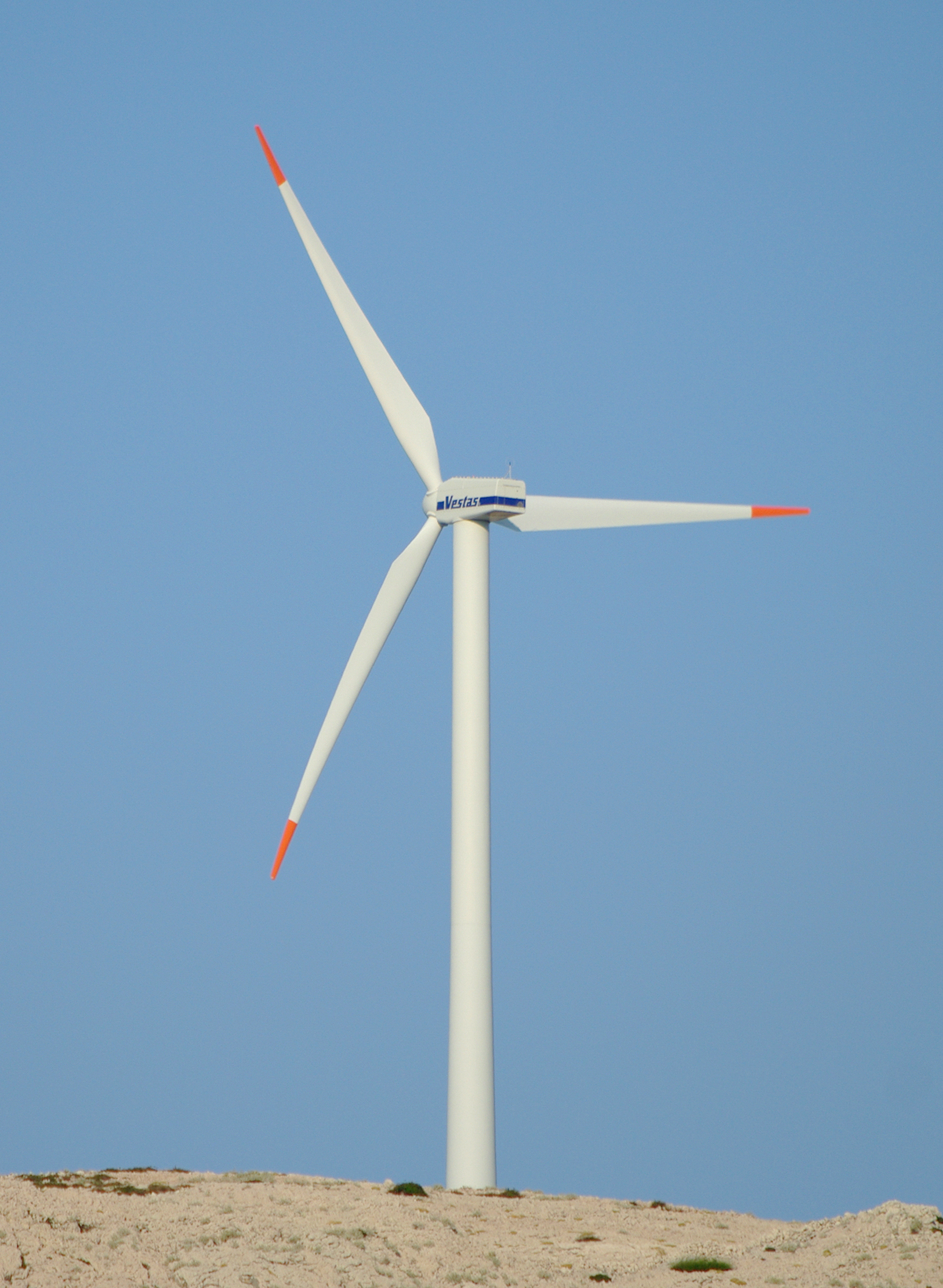
Лопасти ветряной электростанции

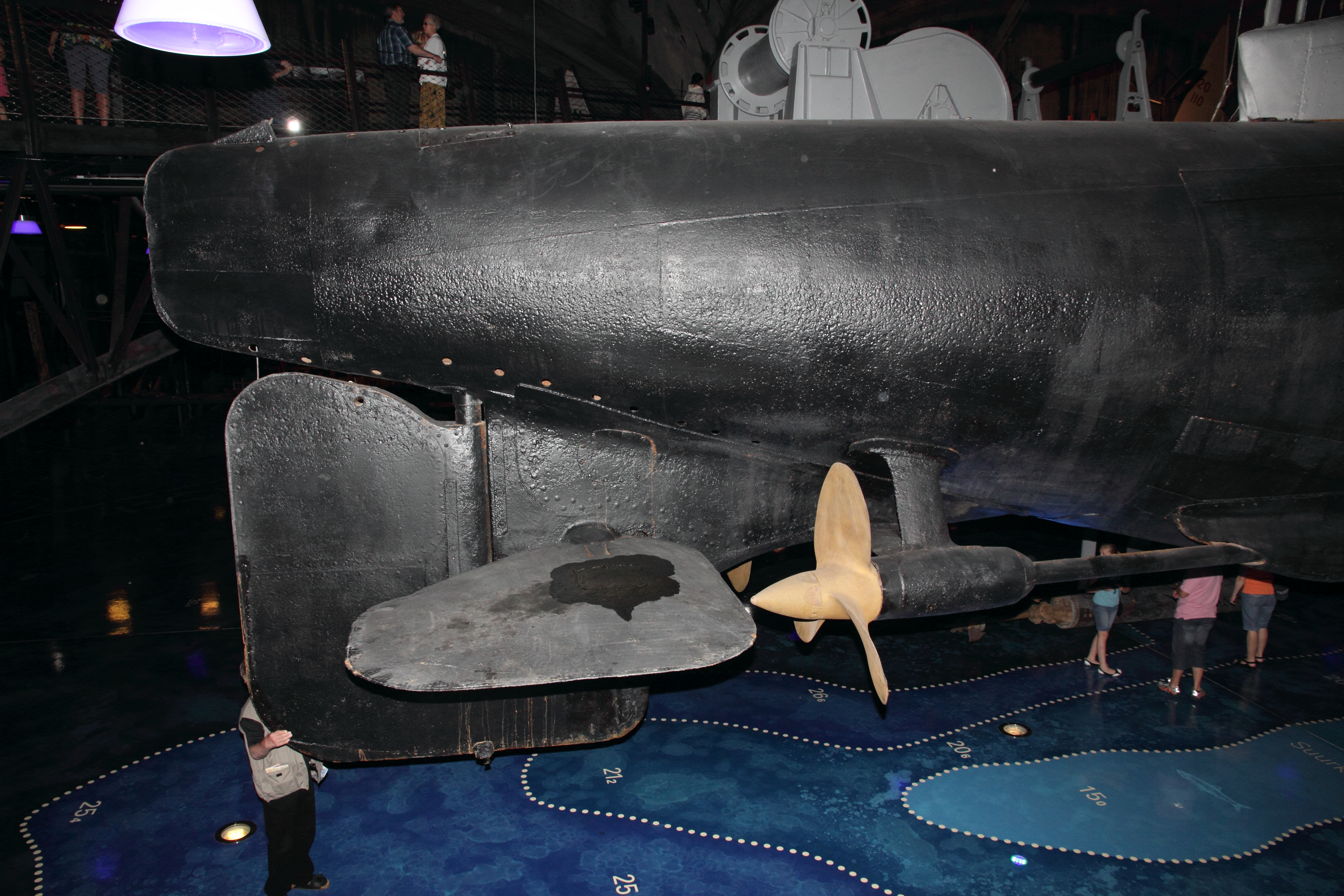
Гребной винт подводной лодки

- Диаметр винта — диаметр окружности, описываемой концами лопастей при вращении винта
- Поступь воздушного винта — действительное расстояние, на которое движущийся поступательно винт продвигается в среде за 1 свой полный оборот (зависит от оборотов винта и скорости движения)
- Геометрический шаг винта — расстояние, которое движущийся поступательно винт должен пройти за 1 свой полный оборот, если бы он двигался в воздухе как в твёрдой среде. Геометрический шаг винта отличается от поступи винта на величину скольжения винта в воздушной среде
- Угол установки лопасти винта — угол наклона сечения лопасти к плоскости вращения винта. Так как многие винты имеют крутку лопастей, угол установки замеряют по условному сечению (обычно на 2/3 длины лопасти)
- Ребро лопасти, рассекающее воздух, называют «передней кромкой», а заднее — «задней кромкой». Плоскость, перпендикулярную оси вращения винта, называют «плоскостью вращения винта»
- Сечения рабочей части лопасти имеют крыльевые профили. Профиль лопасти характеризуется хордой, относительной толщиной и относительной кривизной. Для большей прочности применяют лопасти с переменной толщиной, постепенным утолщением к корню. Хорды сечений лежат не в одной плоскости, так как лопасть выполнена закрученной.

Винты подразделяют на винты с постоянным шагом вдоль лопасти (все сечения имеют одинаковый шаг) и переменным шагом (сечения имеют разный шаг). У винтов с постоянным шагом величина тяги увеличивается по мере увеличения скорости ротации. Винты с переменным шагом вращаются с постоянной скоростью, а их тяга изменяется регулирующим скорость углом, под которым лопасти винта набегают на воздух или воду.